# Liste der äquatorialguineischen Botschafter in Frankreich
Die Botschaft befindet sich im 8. Arrondissement (Paris).

## Geschichte
Zeitweise war Teodorín Obiang, der Sohn des Präsidenten, Gast der Botschaft.
| Ernannt / Akkreditiert | Botschafter                   | Bemerkungen                                                                                            | Regierung von Äquatorialguinea | Regierung von Frankreich | Posten verlassen |
| ---------------------- | ----------------------------- | --- | ------------------------------ | ------------------------ | ---------------- |
| 3. Okt. 1979           | Julian Esono Abaga Ada        | († im Februar 1999 in Mongomo ermordet)                                                                | Teodoro Obiang Nguema Mbasogo  | Valéry Giscard d’Estaing | 1984             |
| 13. März 1984          | Jesus Ela Abeme               | auch in London und Bonn akkreditiert                                                                   | Teodoro Obiang Nguema Mbasogo  | François Mitterrand      |                  |
| 1988                   | Faustino Nguema Esono Afang   | 27/05/1988 Botschafter in Brüssel, Botschafter in Nigeria, 1991: Generalsekretär des Außenministeriums | Teodoro Obiang Nguema Mbasogo  | François Mitterrand      |                  |
| 1991                   | Pedro Edjang Mba Medja        | | Teodoro Obiang Nguema Mbasogo  | François Mitterrand      | 2. Nov. 1995     |
| 2. Nov. 1995           | Lino Sima Ekua Avomo          | [ 4 ]                                                                                                  | Teodoro Obiang Nguema Mbasogo  | Jacques Chirac           |                  |
| 2000                   | Narciso Edu Ntugu Abeso Oyana | | Teodoro Obiang Nguema Mbasogo  | Jacques Chirac           | 10. Dez. 2002    |
| 10. Dez. 2002          | Eduardo Ndong Elo Nzang       | [ 5 ]                                                                                                  | Teodoro Obiang Nguema Mbasogo  | Jacques Chirac           |                  |
| 2. Juni 2006           | Federico Edjo Ovono Eyang     | (* 26. Januar 1951) auch in Bern, Lissabon und Monaco akkreditiert                                     | Teodoro Obiang Nguema Mbasogo  | Jacques Chirac           | 2010             |
| 11. Juli 2012          | Mariola Bindang Obiang        | Ambassadrice                                                                                           | Teodoro Obiang Nguema Mbasogo  | François Hollande        |                  |